# Derotmema saussureanum
Derotmema saussureanum är en insektsart som beskrevs av Scudder, S.H. 1900. Derotmema saussureanum ingår i släktet Derotmema och familjen gräshoppor. Inga underarter finns listade i Catalogue of Life.